# Schlossopernhaus
Le Schlossopernhaus ou Schlosstheater est un opéra à l'intérieur du château de la Leine (de) à Hanovre.

## Histoire
Le théâtre est construit en 1688-1689 et est l'un des plus grands et des plus beaux théâtres de son époque jusqu'au XVIIIe siècle. Son établissement est mentionné dans la correspondance de Gottfried Wilhelm Leibniz.
Le maître de chapelle et le compositeur Agostino Steffani présente l’opéra Enrico Leone (1689), mais presque tous les ans une nouvelle œuvre : La lotta d’Ercole con Acheloo (1689), La superbia d’Alessandro (1690), Orlando generoso (en) (1691), Le rivali concordi (1692), La libertà contenta (1693), Baccanali (1695), I trionfi del fato (1695).
Il est la scène de la première de deux œuvres de Heinrich Marschner : Der Bäbu le 19 février 1838 et Austin le 25 janvier 1852.
Il précède l'opéra construit par Georg Ludwig Friedrich Laves, ouvert en 1852.
Le château de la Leine est très endommagé par les bombardements (de) de la Seconde Guerre mondiale, notamment le 26 juillet 1943. Au moment de la reconstruction, menée de 1957 à 1962 par Dieter Oesterlen (de), on décide de construire à la place de l'opéra la salle plénière du Landtag de Basse-Saxe.

## Personnalités
- Agostino Steffani, maître de chapelle et compositeur (1689–1696)
- Wilhelm Sutor (de), maître de chapelle (1818–1828)
- Heinrich Praeger , maître de chapelle  (1828–1831)
- Georg Carl Andreas Wagner (de) (1794–1854), acteur et directeur de compagnie
- Heinrich Marschner, maître de chapelle et compositeur (1831–1859)

## Source de la traduction
- (de) Cet article est partiellement ou en totalité issu de l’article de Wikipédia en allemand intitulé « Schlossopernhaus » (voir la liste des auteurs).